# Смирнова, Анна Максимовна
Смирнова Анна Максимовна — звеньевая колхоза имени Хрущева Луцкого района Волынской области Украинской ССР.

## Биография
Родилась в 1918 году 15 февраля на территории современной Республики Марий Эл в семье крестьянина. Украинка.
Получила начальное образование. В 1939—1947 на бумажной фабрике, лесопильном заводе, совхозе.
В 1947—1952 годах — колхозница, а с 1952 года — звеньевая колхоза имени Н. С. Хрущева Луцкого района Волынской области Украинской ССР.
В 1953 году вступила в КПСС.
Указом Президиума Верховного Совета СССР от 26 февраля 1958 года за особые заслуги в развитии сельского хозяйства и достижение высоких показателей по производству зерна, сахарной свеклы и других продуктов сельского хозяйства и внедрение в производство достижения науки и передового опыта Смирновой Анне Максимовне присвоено звание Героя Социалистического Труда с вручением ордена Ленина и золотой медали «Серп и Молот».
В 1959 году звено А. Смирновой вырастило рекордный для Волынской области урожай свеклы (794 центнера с 1 гектара).
Депутат Верховного Совета СССР 5-го созыва (1958—1962).
Работала в колхозе до выхода на пенсию. За высокие трудовые достижения неоднократно награждалась орденами и медалями.
Жила в Луцком районе Волынской области. Умерла 9 февраля 1991 года.

## Награды
- Награждена орденами Ленина (26.02.1958)
- Трудового Красного Знамени (05.08.1954)
- 2 орденами «Знак Почета» (31.12.1965; 08.04.1971)
- медалями, в том числе «За трудовую доблесть» (25.12.1959).